# Tudor Pamfile
Tudor Pamfile (n. 11 iunie 1883, comuna Țepu, județul Tecuci, în prezent județul Galați – d. 21 octombrie 1921, Chișinău) a fost un scriitor, etnolog și folclorist român, laureat al premiul „Neuschotz” al Academiei Române în anul 1909.

## Biografie
A urmat la Tecuci cursurile ultimelor două clase primare, precum și studiile gimnaziale. Studiile liceale le-a realizat la Școala fiilor de militari (Liceul Militar) din Iași (1899-1904) după care a urmat Școala de ofițeri de infanterie și cavalerie din București (1904-1906).
După terminarea Școlii de Ofițeri, a fost repartizat la Regimentul 3 Roșiori din Bârlad. Aici a scos revistele Ion Creangă și Miron Costin. A sprijinit îndeaproape apariția revistei Freamătul, care a apărut la Tecuci în anul 1911, după care, din lipsă de colaboratori, i-a mutat redacția la Bârlad. Numai culegerile și studiile apărute sub egida Academiei Române însumează peste 4.200 pagini.
În 1915, un grup de trei intelectuali bârlădeni format din Tudor Pamfile, poetul George Tutoveanu și preotul Toma Chiricuță a decis înființarea unei societăți culturale pe care au numit-o „Academia Bârlădeană”.
Începând cu anul 1918 Tudor Pamfile se stabilește la Chișinău și conduce, până în anul 1920, publicația Cuvântul Moldovei.

## Opera
Cărți scrise de sau cu participarea lui Tudor Pamfile:
- Cimilituri românești, Academia Română, Bucurști, 1908.
- Jocuri de copii, Academia Română, București, 1910.
- Industria casnică la Români, trecutul și starea ei de astăzi, contribuțiuni de artă și tehnică populară, București, Tipografia „Cooperativa”, 1910, lucrare pentru care a primit în anul 1909 premiul „Neuschotz” al Academiei Române.[3]
- Boli și leacuri la oameni, vite și păsări, Academia Română, București, 1911.
- Sărbătorile de vară la români, Academia Română, București, 1911.
- Cântece de țară, Academia Română, București, 1913.
- Povestea lumii de demult după credințele poporului român, Academia Română, București, 1913.
- Agricultura la români. Studiu etnografic, Academia Română, București, 1913.
- Sărbătorile de toamnă și Postul Crăciunului, Academia Română, București, 1914.
- Diavolul învrăjbitor al lumii – după credințele poporului român, Academia Română, București, 1914.
- Cromatica poporului Român, Academia Română, București, 1914.
- Povestea lumii de demult după credințele poporului Român. Pământul după credințele poporului Român. Sfârșitul lumii după credințele poporului Român, Academia Română, București, 1915.
- Cerul și podoabele lui după credințele poporului român, Academia Română, București, 1915.
- Văzduhul după credințele poporului român, Academia Română,București, 1916.
- Mitologie românească: Dușmani și prieteni ai omului, vol. I, 1916
- Mitologie românească: Comorile, vol.II, 1916
- Mănunchiu nou de povestiri populare cu privire la Ștefan cel Mare, Tipografia Glasul Țării, Chișinău, 1919.
- Firișoare de aur, Editura Alcalay, București.
- Noaptea Sfântului Andrei, Editura Viața românească, 1921.
- Mitologie românească: Pământul, după credințele poporului român, vol. III, 1924 (volum postum).
- Șperlă Voinicul, 1986.
- Dragostea în datina tineretului român, Editura Saeculum IO, București, 1998.
- Boli și leacuri la oameni, vite și păsări, Editura Saeculum IO, București, 1999.
- Mitologia poporului Român, Editura Vestala, București, 2006.
- Sărbătorile la români, Editura Saeculum, București, 2019.
- Povești populare românești, Editura Saeculum, București, 2024.

## In memoriam
În Tecuci, pe str. Elena Doamna nr. 32, a fost deschisă Casa memorială Tudor Pamfile, clădire clasată monument istoric cu codul LMI GL-II-m-B-03103.
În februarie 1923, „în cinstea și amintirea celui mai harnic și mai spornic dintre toți culegătorii de literatură populară ce i-am avut în vremea din urmă”, se lansează revista „Tudor Pamfile - revistă de limbă, literatură și artă populară”.
În anul 1928 a fost dezvelit la Tecuci un monument în memoria lui Tudor Pamfile.
Școala cu clasele I-VIII din comuna natală Țepu îi poartă numele.